# Liga Profesional de Túnez 2020-21
La Championnat de Ligue Profesionelle 1 2020-21 fue la 95.ª edición de la Championnat de Ligue Profesionelle 1, la máxima categoría de fútbol de Túnez. La temporada comenzó el 5 de diciembre de 2020 y culminó el 19 de mayo de 2021. El ES Tunis es el campeón de defensor.

## Formato
Un total de 14 equipos disputan en sistema de todos contra todos totalizando 26 partidos para cada equipo. Al término de la temporada el primero será campeón y con el segundo que será subcampeón calificarán a la Liga de Campeones de la CAF 2021-22, por otro lado los dos últimos descendieron a la Championnat de Ligue Profesionelle 2 2021-22.

## Equipos participantes
| Pos.   | Equipo            | Ciudad      | Estadio                     | Capacidad |
| ------ | ----------------- | ----------- | --------------------------- | --------- |
| 1      | ES Tunis          | Tunis       | Estadio Olímpico de Radès   | 60000     |
| 2      | CS Sfaxien        | Sfax        | Stade Taïeb Mhiri           | 14000     |
| 3      | US Monastir       | Monastir    | Stade Mustapha Ben Jannet   | 20000     |
| 4      | ES Sahel          | Sousse      | Estadio Olímpico de Sousse  | 28000     |
| 5      | Club Africain     | Tunis       | Estadio Olímpico de Radès   | 60000     |
| 6      | Stade Tunisien    | Tunis       | Stade Chedli Zouiten        | 18000     |
| 7      | US Ben Guerdane   | Ben Gardane | Estadio 7 de Marzo          | 10000     |
| 9      | AS Soliman        | Soliman     | Stade Municipal de Soliman  | 3000      |
| 10     | US Tataouine      | Tataouine   | Stade Nejib Khattab         | 5000      |
| 11     | ES Métlaoui       | Métlaoui    | Stade Municipal de Métlaoui | 5000      |
| 12     | CA Bizertin       | Bizerte     | Estadio 15 de Octubre       | 24000     |
| 13     | JS Kairouan       | Kairouan    | Stade Hamda-Laouani         | 4500      |
| 1 (SD) | AS Rejiche        | Rejiche     | Stade de Rejiche            | 1000      |
| 2 (SD) | Olympique de Béjà | Béja        | Estadio Olímpico de Béja    | 10000     |

### Ascensos y descensos
| Pos. | Descendidos de la Ligue Profesionelle 2019-20 |
| ---- | --------------------------------------------- |
| 8    | CS Chebba                                     |
| 14   | CS Hammam-Lif                                 |

| Pos. | Ascendidos de la Ligue Profesionelle 2 2019-20 |
| ---- | ---------------------------------------------- |
| 1    | AS Rejiche                                     |
| 2    | Olympique de Béjà                              |

## Tabla de posiciones
Actualizado el 9 de Mayo de 2021.
| Pos. | Equipo            | PJ | PG | PE | PP | GF | GC | DG  | Pts. | Clasificado a                                 |
| ---- | ----------------- | -- | -- | -- | -- | -- | -- | --- | ---- | --------------------------------------------- |
| 1    | ES Tunis (C)      | 26 | 19 | 3  | 4  | 37 | 16 | +21 | 60   | Campeón y Liga de Campeones de la CAF 2021-22 |
| 2    | ES Sahel          | 26 | 15 | 5  | 6  | 46 | 26 | +20 | 50   | Liga de Campeones de la CAF 2021-22           |
| 3    | US Ben Guerdane   | 26 | 10 | 11 | 5  | 25 | 16 | +9  | 41   | Copa Confederación de la CAF 2021-22          |
| 4    | AS Soliman        | 26 | 11 | 7  | 8  | 35 | 34 | +1  | 40   |                                               |
| 5    | CS Sfaxien        | 26 | 10 | 10 | 6  | 29 | 16 | +13 | 40   | Copa Confederación de la CAF 2021-22          |
| 6    | AS Rejiche        | 26 | 9  | 8  | 8  | 27 | 23 | +4  | 36   |                                               |
| 7    | US Tataouine      | 26 | 8  | 9  | 9  | 24 | 30 | -6  | 33   |                                               |
| 8    | Club Africain     | 26 | 7  | 12 | 7  | 26 | 30 | -4  | 33   |                                               |
| 9    | ES Métlaoui       | 26 | 8  | 8  | 10 | 17 | 21 | -4  | 32   |                                               |
| 10   | US Monastir       | 26 | 8  | 7  | 11 | 28 | 29 | -1  | 31   |                                               |
| 11   | CA Bizertin       | 26 | 8  | 7  | 11 | 21 | 27 | -6  | 31   |                                               |
| 12   | Olympique de Béjà | 26 | 7  | 10 | 9  | 25 | 26 | -1  | 31   |                                               |
| 13   | Stade Tunisien    | 26 | 6  | 11 | 9  | 22 | 22 | 0   | 29   | Play-offs del descenso                        |
| 14   | JS Kairouan       | 26 | 0  | 3  | 23 | 13 | 60 | -47 | 3    | Play-offs del descenso                        |

## Play-offs del descenso
Actualizado el 6 de octubre de 2021. Fuente: Soccerway
| Pos. | Equipo             | PJ | PG | PE | PP | GF | GC | DG | Pts. | Clasificado a                       |
| ---- | ------------------ | -- | -- | -- | -- | -- | -- | -- | ---- | ----------------------------------- |
| 1    | ES Zarzis (A)      | 2  | 2  | 0  | 0  | 3  | 0  | +3 | 6    | Liga Profesional de Túnez 2021-22   |
| 2    | JS Kairouan (D)    | 2  | 1  | 0  | 1  | 2  | 3  | −1 | 3    | Liga Profesional de Túnez 2 2021-22 |
| 3    | CO Médenine        | 2  | 0  | 1  | 1  | 1  | 2  | −1 | 1    | Liga Profesional de Túnez 2 2021-22 |
| 4    | Stade Tunisien (D) | 2  | 0  | 1  | 1  | 0  | 1  | −1 | 1    | Liga Profesional de Túnez 2 2021-22 |

## Goleadores
| Rank | Jugador                    | Club            | Goles |
| ---- | -------------------------- | --------------- | ----- |
| 1    | Firas Chaouat              | CS Sfaxien      | 7     |
| 1    | Souleymane Coulibaly       | ES Sahel        | 7     |
| 1    | Mohamed Ben Tarcha         | US Ben Guerdane | 7     |
| 1    | Taha Yassine Khenissi      | ES Tunis        | 7     |
| 1    | Aymen Sfaxi                | ES Sahel        | 7     |
| 1    | Aboucabar Diarra           | AS Rejiche      | 7     |
| 1    | Alia Sylla                 | US Tataouine    | 7     |
| 1    | Aymen Ben Mahmoud          | AS Soliman      | 7     |
| 1    | Nidhal Ben Salem           | AS Rejiche      | 7     |
| 1    | Bilel Aït Malek            | Stade Tunisien  | 7     |
| 11   | Tayeb Meziane              | ES Sahel        | 6     |
| 11   | Mourad Hedhli              | Olympique Béja  | 6     |
| 11   | Anice Badri                | ES Tunis        | 6     |
| 11   | Yassine Chamakhi           | Club Africain   | 6     |
| 11   | Elyes Jlassi               | US Monastir     | 6     |
| 16   | Jacques Bessan             | Olympique Béja  | 5     |
| 16   | Kingsley Eduwo             | CS Sfaxien      | 5     |
| 16   | Saif Jerbi                 | US Ben Guerdane | 5     |
| 16   | Idriss Mhirsi              | US Monastir     | 5     |
| 16   | Mohamed Ali Ben Romdhane   | ES Tunis        | 5     |
| 21   | Victor Sam Abata           | Stade Tunisien  | 4     |
| 21   | Rached Arfaoui             | AS Soliman      | 4     |
| 21   | Mohammed Salih Ali         | CS Sfaxien      | 4     |
| 21   | Mohamed Ali Ben Abdessalem | US Tataouine    | 4     |
| 21   | Bilel Mejri                | Stade Tunisien  | 4     |
| 21   | Hamza Lahmar               | ES Sahel        | 4     |
| 21   | Kouni Khalfa               | US Tataouine    | 4     |
| 21   | Mahamadou Amadou Sabo      | CA Bizertin     | 4     |
| 29   | Omar Bouraoui              | JS Kairouan     | 3     |
| 29   | Housseni Messani           | Stade Tunisien  | 3     |
| 29   | Cedric Apoko               | ES Métlaoui     | 3     |
| 29   | Nader Jerbi                | CA Bizertin     | 3     |
| 29   | Bassirou Compaoré          | Club Africain   | 3     |
| 29   | Dago Tshibamba Samu        | US Monastir     | 3     |
| 29   | Elvis Kyei Baffour         | AS Soliman      | 3     |
| 29   | Paschal Onyekachi Durugbor | AS Soliman      | 3     |
| 29   | Hamdou Elhouni             | ES Tunis        | 3     |
| 29   | Haytham Mohamadi           | US Ben Guerdane | 3     |
| 29   | Aziz Chtioui               | AS Soliman      | 3     |
| 29   | Fehmi Kacem                | CA Bizertin     | 3     |
| 41   | Chiheb Ben Fradj           | CA Bizertin     | 2     |
| 41   | Foued Timouni              | ES Métlaoui     | 2     |
| 41   | Djamel Chettal             | CA Bizertin     | 2     |
| 41   | Housseni Ben Yahia         | Olympique Béja  | 2     |
| 41   | Alaeddine Marzouki         | ES Tunis        | 2     |
| 41   | Saber Hammami              | AS Soliman      | 2     |
| 41   | Mohamed Ali Manser         | CS Sfaxien      | 2     |
| 41   | Ahmed Amri                 | JS Kairouan     | 2     |
| 41   | Hakim Teka                 | US Monastir     | 2     |
| 41   | Mohamed Ali Amri           | US Monastir     | 2     |
| 41   | Motasem Sabbou             | US Monastir     | 2     |
| 41   | Aymen Harzi                | CS Sfaxien      | 2     |
| 41   | Mohamed Amine Hamrouni     | US Ben Guerdane | 2     |
| 41   | William Togui              | ES Tunis        | 2     |
| 41   | Khalil Kassab              | Club Africain   | 2     |
| 41   | Adem Taous                 | Club Africain   | 2     |
| 41   | Alaeddine Bouslimi         | ES Métlaoui     | 2     |
| 41   | Mortadha Ben Ouanes        | ES Sahel        | 2     |
| 41   | Malek Boulaabi             | AS Rejiche      | 2     |
| 41   | Omar Zekri                 | US Ben Guerdane | 2     |
| 41   | Ahmed Hammemi              | US Tataouine    | 2     |
| 41   | Saber Khalifa              | Club Africain   | 2     |
| 41   | Chiheb Labidi              | Club Africain   | 2     |
| 41   | Mohamed Ali Ben Hammouda   | AS Soliman      | 2     |
| 41   | Zied El Bakouch            | ES Métlaoui     | 2     |
| 41   | Louay Ben Hasseni          | US Ben Guerdane | 2     |
| 41   | Youssef Mosraty            | AS Soliman      | 2     |
| 41   | Iheb Msakni                | ES Sahel        | 2     |
| 41   | Zine Eddine Boutmene       | ES Sahel        | 2     |
| 41   | Oussema Ben Ayed           | AS Soliman      | 2     |
| 41   | Fahmi Ben Romdhane         | US Monastir     | 2     |
| 41   | Zied Aloui                 | US Monastir     | 2     |
| 41   | Raouf Benguit              | ES Tunis        | 2     |
| 41   | Basit Abdul Khalif         | ES Tunis        | 2     |
| 41   | Abdelkader Bedrane         | ES Tunis        | 2     |
| 41   | Fakhreddine Ouji           | ES Sahel        | 2     |
| 41   | Abderrahman Hanchi         | Olympique Béja  | 2     |
| 41   | Thameur Salhi              | US Tataouine    | 2     |
| 41   | Walid Karoui               | CS Sfaxien      | 2     |
| 41   | Ousmane Camara             | CS Sfaxien      | 2     |
| 41   | Alaya Brigui               | US Ben Guerdane | 2     |
| 41   | Elyes Brini                | AS Soliman      | 2     |
| 41   | Borhane Hakimi             | ES Métlaoui     | 2     |
| 41   | Khalil Balbouz             | CA Bizertin     | 2     |
| 85   | Mohamed Hassen Sioud       | AS Rejiche      | 1     |
| 85   | Aly Soumah                 | ES Sahel        | 1     |
| 85   | Mouhab Aouin               | CA Bizertin     | 1     |
| 85   | Fousseny Coulibaly         | ES Tunis        | 1     |
| 85   | Oussama Shili              | Olympique Béja  | 1     |
| 85   | Adama Keita                | AS Rejiche      | 1     |
| 85   | Wajdi Kechrida             | ES Sahel        | 1     |
| 85   | Issam Ben Khémis           | Stade Tunisien  | 1     |
| 85   | Hamdi Nagguez              | ES Tunis        | 1     |
| 85   | Hamza Letifi               | AS Soliman      | 1     |
| 85   | Alí El Harrak El Harrak    | US Tataouine    | 1     |
| 85   | Idriss Taboubi             | Club Africain   | 1     |
| 85   | Alaeddine Ben Saleh        | AS Soliman      | 1     |
| 85   | Darwin González            | ES Sahel        | 1     |
| 85   | Salim Boukhanchouche       | ES Sahel        | 1     |
| 85   | Mohamed Iheb Marzouki      | ES Métlaoui     | 1     |
| 85   | Ghailene Chaalali          | ES Tunis        | 1     |
| 85   | Houssem Eddine Souissi     | AS Rejiche      | 1     |
| 85   | Hamdi Labidi               | Club Africain   | 1     |
| 85   | Fedi Ben Choug             | ES Tunis        | 1     |
| 85   | Junior Mbele               | US Monastir     | 1     |
| 85   | Houssem Teka               | US Monastir     | 1     |
| 85   | Alaeddine Gmach            | ES Métlaoui     | 1     |
| 85   | Saleh Harabi               | ES Sahel        | 1     |
| 85   | Mohamed Jomaa Khelij       | CS Sfaxien      | 1     |
| 85   | Hamza Essid                | AS Soliman      | 1     |
| 85   | Mark O'Ojong               | AS Soliman      | 1     |
| 85   | Aymen Sioud                | AS Rejiche      | 1     |
| 85   | Ahmed Ammar                | CS Sfaxien      | 1     |
| 85   | Bassem Sayyari             | US Ben Guerdane | 1     |
| 85   | Ayoub Ayed                 | ES Sahel        | 1     |
| 85   | Ahmed Hadhri               | AS Rejiche      | 1     |
| 85   | Nassim Sioud               | AS Rejiche      | 1     |
| 85   | Aziz Jabri                 | Olympique Béja  | 1     |
| 85   | Wissem Ben Yahia           | Club Africain   | 1     |
| 85   | Wassim Zaghdoud            | US Tataouine    | 1     |
| 85   | Maher Haddad               | JS Kairouan     | 1     |
| 85   | Nassim Ben Khalifa         | ES Tunis        | 1     |
| 85   | Jassem Hamdouni            | AS Rejiche      | 1     |
| 85   | Ibrahim Farhi Benhalima    | Olympique Béja  | 1     |
| 85   | Mohamed Marouene Saidi     | AS Rejiche      | 1     |
| 85   | Fourat Soltani             | US Tataouine    | 1     |
| 85   | Ayoub Tlili                | US Ben Guerdane | 1     |
| 85   | Redouane Zerdoum           | ES Sahel        | 1     |
| 85   | Noureddine Chortani        | JS Kairouan     | 1     |
| 85   | Fakhreddine Jaziri         | Stade Tunisien  | 1     |
| 85   | Yassine Amri               | ES Sahel        | 1     |
| 85   | Oussama Bouguerra          | JS Kairouan     | 1     |
| 85   | Aymen Trabelsi             | CA Bizertin     | 1     |
| 85   | Mohamed Mtiri              | JS Kairouan     | 1     |
| 85   | Ahmed Khalil               | Club Africain   | 1     |
| 85   | Bilel Ifa                  | Club Africain   | 1     |
| 85   | Firas Iffia                | Olympique Béja  | 1     |
| 85   | Kingsley Sokari            | CS Sfaxien      | 1     |
| 85   | Yassine Chikhaoui          | ES Sahel        | 1     |
| 85   | Mohamed Ali Ragoubi        | JS Kairouan     | 1     |
| 85   | Alkhaly Bangoura           | CA Bizertin     | 1     |
| 85   | Hamza Agrebi               | Club Africain   | 1     |
| 85   | Mohamed Iheb Addemi        | JS Kairouan     | 1     |
| 85   | Haythem Ayouni             | Stade Tunisien  | 1     |
| 85   | Achraf Ben Dhiaf           | US Tataouine    | 1     |
| 85   | Zouheir Dhaouadi           | Club Africain   | 1     |
| 85   | Klousseh Agbozo            | Olympique Béja  | 1     |
| 85   | Yassine Mejri              | ES Métlaoui     | 1     |